# Johan Lorentz Prydz
Johan Lorentz Prydz (døbt 11. november 1778 i Aker –  27. marts 1811 på Anholt) var en dansk officer.
Han var søn af Hans Prydz (1751-1781) og Anne Hedevig Brochmann (1752-1834) og blev stabskaptajn i Armeen.
Da man ønskede at forjage englænderne fra øen Anholt, som de havde besat, ordnede major Ketil Melstedt sammen med premierløjtnant Jørgen Conrad de Falsen enkelthederne ved en af kommandør Lorentz Fisker udkastet plan til angrebet, efter at de Falsen dog forinden havde frarådet ekspeditionen som unyttig. Denne plan, der gik ud på en overrumpling, forberedtes tilmed så utilgivelig langsomt af autoriteterne og blev holdt så lidet hemmelig, at den længe forinden udførelsen var blevet fjenden bekendt. Falsen afgik fra Gerrildbugten 23. marts 1811 med tolv kanonbåde foruden en transportflotille med 680 mand under kommando af Melsted og kaptajn Prydz, men togtet mislykkedes totalt. Stormen på øens fort blev afslået, de anførende landofficerer Melstedt og Prydz blev skudt og faldt; tillige faldt og såredes omkring 300 mand, foruden at fjenden gjorde en stor mængde fanger. Prydz døde dagen efter angrebet af sine sår.
I 2011 blev det opstillet en mindesten over de faldne officerer.